# 躁鬱・決定版
『躁鬱・決定版』は、早瀬優香子の2枚目のベスト・アルバム。1992年12月16日にシックスティレコード（販売元はBMGビクター）より発売された。

## 概要
- レコード会社企画による初期の曲を集めたベスト盤。オリジナル・アルバムの『躁鬱 SO・UTSU』とは別アルバム。
- 『躁鬱 SO・UTSU』から7曲、『amino co de ji』から3曲、『ポリエステル』から1曲セレクト。
- ジャケット写真は『躁鬱 SO・UTSU』時の未発表カット。

## 収録曲
1. TROIS QUARTS 
  - 作詞：秋元康／作曲：桐ヶ谷仁／編曲：西平彰

※フランス語で3/4という意味
2. サディスト
  - 作詞：秋元康／作曲：見岳章／編曲：西平彰
3. サルトルで眠れない
  - 作詞：秋元康／作曲：大村憲司／編曲：西平彰

※1985年4月に発売された野崎沙穂『沙穂』の4曲目に収録されていた同曲のカヴァー。
4. グランド・マザー
  - 日本語詞：石川あゆ子／作詞：G.Morra／作曲：S.Fabritio、M.Farizio tranne／編曲：戸田誠司
5. 2/3 amino co de ji
  - 作詞：CECILE／作曲：日向敏文／編曲：日向敏文

※東洋水産『2/3ヌードル』CMソング
6. マリー・ラフォレはもう聞かせないで
  - 作詞：秋元康／作曲：矢野顕子／編曲：西平彰
7. 我儘娘は眠りの中
  - 作詞：竹花いち子／作曲：佐藤隆／編曲：西平彰
8. 去年マリエンバードで
  - 作詞：秋元康／作曲：亀井登志夫／編曲：西平彰

※同タイトルの映画がある。
9. セシルはセシル
  - 作詞：秋元康／作曲：MAYUMI／編曲：西平彰

※2008年に安藤裕子がシングル『パラレル』のカップリングでこの曲をカヴァーした。
10. 水曜日までに死にたいの
  - 作詞：秋元康／作曲：原田真二／編曲：西平彰
11. ララバイ
  - 作詞：秋元康／作曲：財津和夫／編曲：西平彰

- Tr.01〜03, 08〜11、アルバム「躁鬱 SO・UTSU」収録。
- Tr.05〜07、アルバム「amino co de ji」収録。
- Tr.04、アルバム「ポリエステル」収録。

## クレジット
- Photographer：山内順仁（AL『躁鬱 SO・UTSU』より）

## 発売形態
| 形態 | 発売日         | 品番     | 発売元                    | 備考 |
| ---- | -------------- | -------- | ------------------------- | ---- |
| CD   | 1992年12月16日 | SXCR-301 | SIXTY RECORDS/BMGビクター |      |